# Metlaouia oberthuri
Metlaouia oberthuri là một loài bướm đêm trong họ Noctuidae.